# أسيتيل كو-أ كربوكسيليز

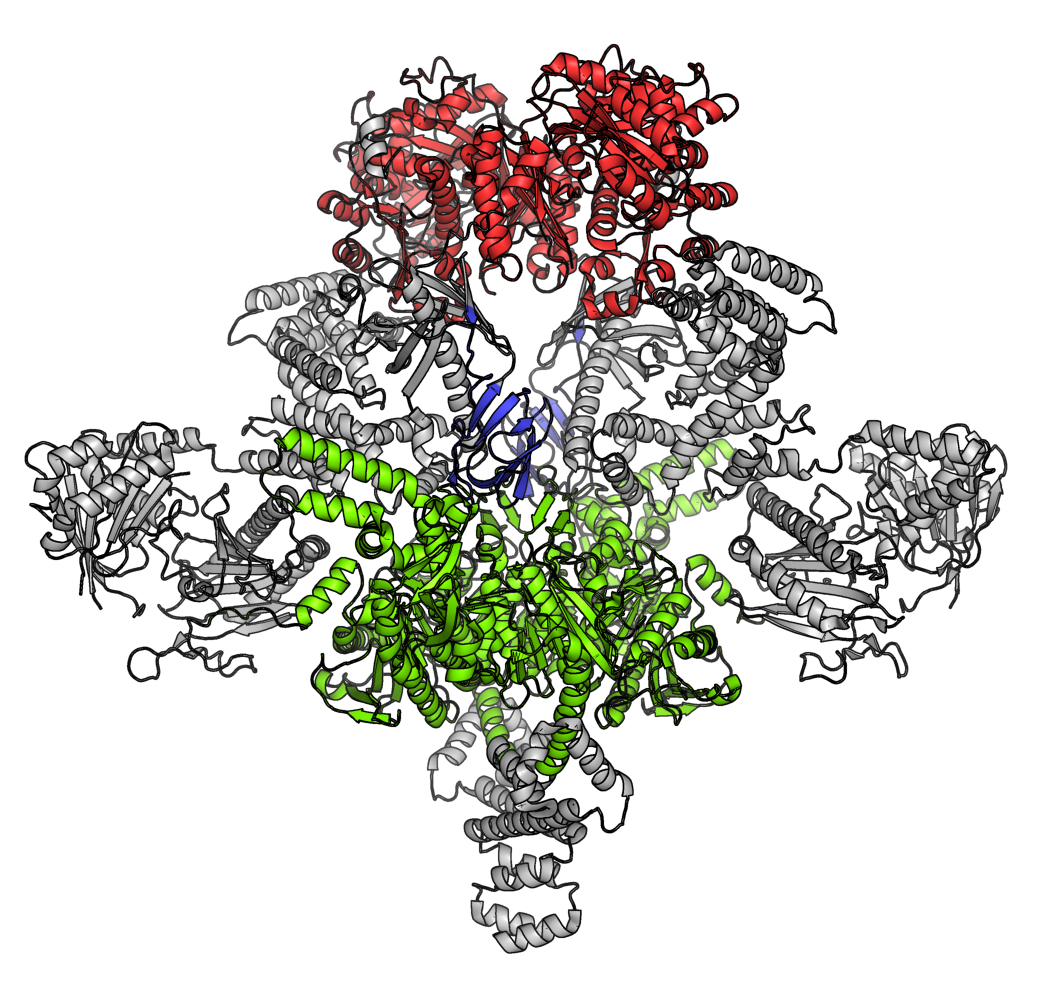
تم تعيين شكل ACC1 البشري هوموديمر مع المجالات التحفيزية ؛ البيوتين كاربوكسيلاز (أحمر) ، ارتباط بيوتينيل (أزرق) وناقل كربوكسيل (أخضر).

أسيتيل كو ايه كربوكسيليز (بالإنجليزية: Acetyl-CoA carboxylase (ACC))‏ هو إنزيم يحفز كربكسلة (إضافة COO) أسيتيل كو-أ لإنتاج مالونيل كو-أ. وهو تحول غير عكسي. يعتمد إنزيمأسيتيل كو-أ كربوكسيليز  يحفز في كربكسلة أسيتيل كو-أ على البيوتين. تتم الكربكسلة خلال مرحلتين حفزيتين. بيوتين كربوكسيليز (إضافة COO للبيوتين) وكربوكسيل ترانسفيريز (نقل الكربوكسيل من البيوتين).
إنزيم ACC  عبارة عن إنزيم متعدد الوحدات في معظم بدائيات النوى وفي البلاستيدات الخضراء لمعظم النباتات والطحالب ، في حين أنه إنزيم كثير متعدد المجالات في السيتوبلازم لمعظم حقيقيات النوى. تتمثل الوظيفة الأكثر أهمية لـأسيتيل كو-أ كربوكسيليز ACC في توفير ركيزة مالونيل كو-أ للتخليق الحيوي للأحماض الدهنية.
يتم التحكم في نشاط ACC على مستوى النسخ وكذلك بواسطة جزيئات معدلة صغيرة و تعديل ما بعد الترجمة تساهمي. يحتوي الجينوم البشري على جينات لإثنين مختلفين من أسيتيل كو-أ كربوكسيليز ACACA  و ACACB.